# Great Western Main Line
La Great Western Main Line (GWML) est une ligne ferroviaire principale en Angleterre qui s'étend vers l'ouest depuis Londres Paddington jusqu'à Bristol Temple Meads.
Elle se connecte à d'autres lignes principales telles que celles de Reading à Penzance et de Swindon à Swansea. Ouvert en 1841, c'était l'itinéraire original du premier Great Western Railway qui est fusionné avec la région ouest des chemins de fer britanniques en 1948. Il fait désormais partie du système ferroviaire national géré par Network Rail, la majorité des services passagers étant fournis par la franchise actuelle de Great Western Railway.
La ligne est électrifiée sur la majeure partie de sa longueur. La section est, de Paddington à Hayes et Harlington, est électrifiée en 1998. Les travaux d'électrification du reste de l'itinéraire ont commencé en 2011 dans le but initial d'achever les travaux jusqu'à Bristol d'ici 2016, mais cette année-là, le tronçon passant par Bath et Bristol Temple Meads est reporté sans date fixée pour l'achèvement parce que les coûts avaient triplé,.

## Histoire
La ligne est construite par le Great Western Railway et conçue par Isambard Kingdom Brunel comme une ligne à double voie utilisant une voie large et est ouvert par étapes entre 1838 et 1841. La dernière section, entre Chippenham et Bath, est ouverte à l'achèvement du tunnel Box en juin 1841.
Le tracé de la ligne était si plat et rectiligne qu'il fut surnommé « le billard de Brunel ». Un troisième rail est ajouté par étapes entre 1854 et 1875 pour permettre aux trains à voie standard de 1 435 mm de circuler également sur l'itinéraire. Ce double écartement est introduit comme suit : Londres à Reading (octobre 1861), Reading à Didcot (décembre 1856), Didcot à Swindon (février 1872), Swindon à Thingley Junction, Chippenham (juin 1874), Thingley Junction à Bathampton (mars 1875), Bathampton à Bristol (juin 1874), zone de la gare de Bristol (mai 1854). La voie large est restée en usage jusqu'en 1892. Des preuves de la voie large d'origine peuvent encore être remarquées à de nombreux endroits où les ponts sont un peu plus larges que d'habitude et aussi à des tronçons où les voies sont distantes de dix pieds au lieu des six habituelles.
Les doubles voies originales sont élargies à quatre par endroits, principalement dans la moitié est, entre 1877 et 1899 : Paddington à Southall (octobre 1877), Southall à West Drayton (novembre 1878), West Drayton à Slough (juin 1879), Slough à côté est de Maidenhead Bridge (septembre 1884), Maidenhead Bridge à Reading (juin 1893), Reading station (1899), Reading à Pangbourne (juillet 1893), Pangbourne à Cholsey et Moulsford (juin 1894), Cholsey et Moulsford à Didcot (décembre 1892).
À la suite de l 'accident ferroviaire de Slough en 1900 au cours duquel cinq passagers sont tués, des systèmes de freinage à dépression améliorés ont été utilisés sur les locomotives et le matériel roulant de passagers et le contrôle automatique des trains (ATC) est introduit en 1908.
D'autres élargissements de la ligne ont eu lieu entre 1903 et 1910 et d'autres travaux d'élargissement ont eu lieu entre 1931 et 1932.
Au déclenchement de la Première Guerre mondiale en 1914, le Great Western Railway est placé sous le contrôle du gouvernement, tout comme la plupart des grands chemins de fer de Grande-Bretagne. Les compagnies ont été réorganisées après la guerre en "quatre grandes" compagnies, dont la Great Western Railway faisait partie. Les chemins de fer sont revenus au contrôle direct du gouvernement pendant la  Seconde Guerre mondiale avant d'être nationalisés pour former British Railways (BR) en 1948. 
La vitesse de la ligne est améliorée dans les années 1970 pour soutenir l'introduction de l'InterCity 125 (HST).
En 1977, la commission parlementaire sur les industries nationalisées a recommandé d'envisager l'électrification d'une plus grande partie du réseau ferroviaire britannique et, en 1979, BR a présenté une gamme d'options comprenant l'électrification de la ligne de Paddington à Swansea d'ici 2000. Sous les gouvernements conservateurs de 1979-1990 qui ont succédé au gouvernement travailliste de 1976-1979, la proposition n'a pas été mise en œuvre.
Au milieu des années 1990, la ligne entre Londres Paddington et Hayes et Harlington est électrifiée dans le cadre du projet Heathrow Express.
En août 2008, il est annoncé qu'un certain nombre de limites de vitesse sur les lignes de dégagement entre Reading et Londres avaient été relevées, de sorte que 86 % de la ligne pouvait être utilisée à une vitesse de 90 miles à l'heure (140 km/h).
L'électrification partielle, en 2019, a permis le remplacement des ensembles InterCity 125 et Class 180 par de nouveaux trains à grande vitesse Hitachi Super Express - les Class 800s et Class 802s, et a également permis l'introduction d'EMU de Class 387 par GWR sur des services à courte distance.

## Caractéristiques

### Tracé et profil
Les communautés desservies par la Great Western Main Line comprennent l'ouest de Londres (y compris Acton, Ealing, Hanwell, Southall, Hayes, Harlington et West Drayton), Iver, Langley, Slough, Burnham, Taplow, Maidenhead, Twyford, Reading, Tilehurst, Pangbourne, Goring-on-Thames, Streatley, Cholsey, Didcot, Swindon, Chippenham, Bath, Keynsham et Bristol.
De Londres à Didcot, la ligne suit la vallée de la Tamise, la traversant à trois reprises, notamment sur le pont ferroviaire de Maidenhead. Entre Chippenham et Bath, la ligne passe par Box Tunnel, puis suit la vallée de la rivière Avon.
Il y avait cinq gares ferroviaires entre Didcot et Swindon, desservant Steventon, Wantage, Challow, Uffington et Shrivenham ; deux entre Swindon et Chippenham, desservant Royal Wootton Bassett et Dempsey ; et trois autres entre Chippenham et Bath Spa, desservant Corsham, Box et Bathampton, mais toutes ces gares ont été fermées depuis les années 1960.
Une jonction à l'ouest de Swindon permet aux trains d'atteindre Bristol par un itinéraire alternatif le long de la South Wales Main Line. D'autres itinéraires de déviation existent entre Chippenham et Bath via la Wessex Main Line (en), bien que cela implique une inversion à Bradford Junction, et de Reading à Bath via la ligne Berks et Hants (en).